# رينو كابيسون
رينو كابوسون ، من مواليد 27 يناير 1976 في شامبيري، عازف كمان وقائد فرقة موسيقية فرنسي.
منذ عام 2009، رينو كابسون متزوج من الصحفية لورانس فيراري وأنجب منها طفل واحد، صبي وأطلق عليه إسم "إليوت"، الذي ولد يوم 8 نوفمبر 2010